# Manuel Guevara
Manuel Enrique Guevara Reydtler (* 15. Juli 1969 in Villa de Cura, Aragua) ist ein ehemaliger venezolanischer Radrennfahrer und nationaler Meister im Radsport.

## Sportliche Laufbahn
Guevara war Teilnehmer der Olympischen Sommerspiele 1996 in Atlanta und der Olympischen Sommerspiele 2000 in Sydney.
Im olympischen Straßenrennen 1996 schied er aus, im olympischen Straßenrennen 2000 wurde er beim Sieg von Jan Ullrich 82.
In der Mexiko-Rundfahrt 1995 war er auf einem Tagesabschnitt erfolgreich. 1999 gewann er die nationale Meisterschaft im Straßenrennen. 2004 wurde er Panamerikanischer Meister im Straßenrennen.
Während seiner Laufbahn gewann er fünf Etappen in der Vuelta al Táchira, auch in der Vuelta Ciclista a Venezuela war er Etappensieger. 2001 siegte er im Etappenrennen Vuelta a la Independencia Nacional in der Dominikanischen Republik.